# McEvoy

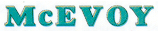
Logo van McEvoy

McEvoy is een historisch Brits merk van motorfietsen.
McEvoy: McEvoy Motor Cycles (1926) Ltd., Leaper Street Works, Derby (1926-1929)

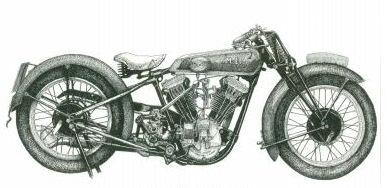
McEvoy uit 1926 met een British Anzani v-twin-motor

Dit was een Brits merk dat in 1926 werd opgericht door Michael McEvoy, Cecil Birkin (de financier) en George Patchett (de constructeur). Zij bouwden motorfietsen met 172 cc Villiers-tweetaktmotoren tot 996 cc Anzani-“Vulpine” V-twins met vierklepskoppen. Daartussen lagen 248- tot 990 cc-modellen met blokken van Blackburne en JAP. 
In 1928 ontwierp McEvoy zelf een 346 cc kopklepper met drie kleppen en een 498 cc OHC viercilinder lijnmotor. Hij vertegenwoordigde ook de Zoller-compressorenfabriek en bouwde samen met Patchett in 1926 een 990 cc JAP-V-twin met compressor.